# Piel y hueso (álbum)
Piel y hueso es el quinto disco de estudio  de la banda uruguaya de rock/ska, La Vela Puerca. Su lanzamiento fue el 27 de octubre de 2011 en Uruguay y el 28 de octubre en Argentina. Es un disco doble que muestra dos facetas distintas del grupo.
El primer disco consta de 12 temas y muestra el lado más roquero del grupo mientras que el otro disco que consta de 6 temas muestra un lado más acústico y tranquilo. Las canciones de los discos están compuestas en su mayoría por Sebastián Teysera y Sebastián Cebreiro. 
El álbum fue grabado y masterizado por Julio Berta en el período mayo/agosto de 2011. La grabación fue realizada en tres estudios diferentes: Panda Studios en Buenos Aires, Argentina, Los Pinos en Sauce, Uruguay, y Sterling Soun en Nueva York, Estados Unidos.

## Lista de temas
| Disco 1 |                      |                           |          |  |
| N.º     | Título               | Escritor(es)              | Duración |  |
| 1.      | «Sobre la sien»      | Teysera/Lieutier          | 3:54     |  |
| 2.      | «...Y así vivir»     | Sebastián Teysera         | 3:40     |  |
| 3.      | «La teoría»          | Sebastián Teysera         | 2:51     |  |
| 4.      | «Tentación»          | Teysera/Lieutier/Casanova | 3:28     |  |
| 5.      | «Sigo creyendo»      | Sebastián Cebreiro        | 2:47     |  |
| 6.      | «Cada palabra»       | Teysera/Lieutier          | 3:37     |  |
| 7.      | «Se le va»           | Sebastián Teysera         | 3:21     |  |
| 8.      | «El borde»           | Sebastián Cebreiro        | 3:06     |  |
| 9.      | «No se sabe por qué» | Teysera/Cebreiro          | 3:30     |  |
| 10.     | «Polidoro»           | Cebreiro/Lieutier         | 4:07     |  |
| 11.     | «Todo el karma»      | Cebreiro/Di Bello         | 3:28     |  |
| 12.     | «Se despierta»       | Sebastián Teysera         | 3:49     |  |
| 41:38   |                      |                           |          |  |

| Disco 2 |                        |                                   |          |  |
| N.º     | Título                 | Escritor(es)                      | Duración |  |
| 1.      | «Sé a dónde quiere ir» | Sebastián Teysera                 | 3:40     |  |
| 2.      | «Solo un paredón»      | Sebastián Teysera                 | 4:02     |  |
| 3.      | «El buitre»            | Cebreiro/Rodríguez                | 3:54     |  |
| 4.      | «Hoy»                  | Teysera/Cebreiro/Casanova/Tensare | 4:35     |  |
| 5.      | «3 Minutos»            | Sebastián Teysera                 | 3:27     |  |
| 6.      | «Réquiem por vos»      | Sebastián Teysera                 | 3:32     |  |
| 23:10   |                        |                                   |          |  |